# Эдвардсен, Оливер Валакер
Оливер Валакен Эдвардсен (норв. Oliver Valaker Edvardsen; род. 19 марта 1999, Берум) — норвежский футболист, нападающий нидерландского клуба «Аякс».

## Клубная карьера

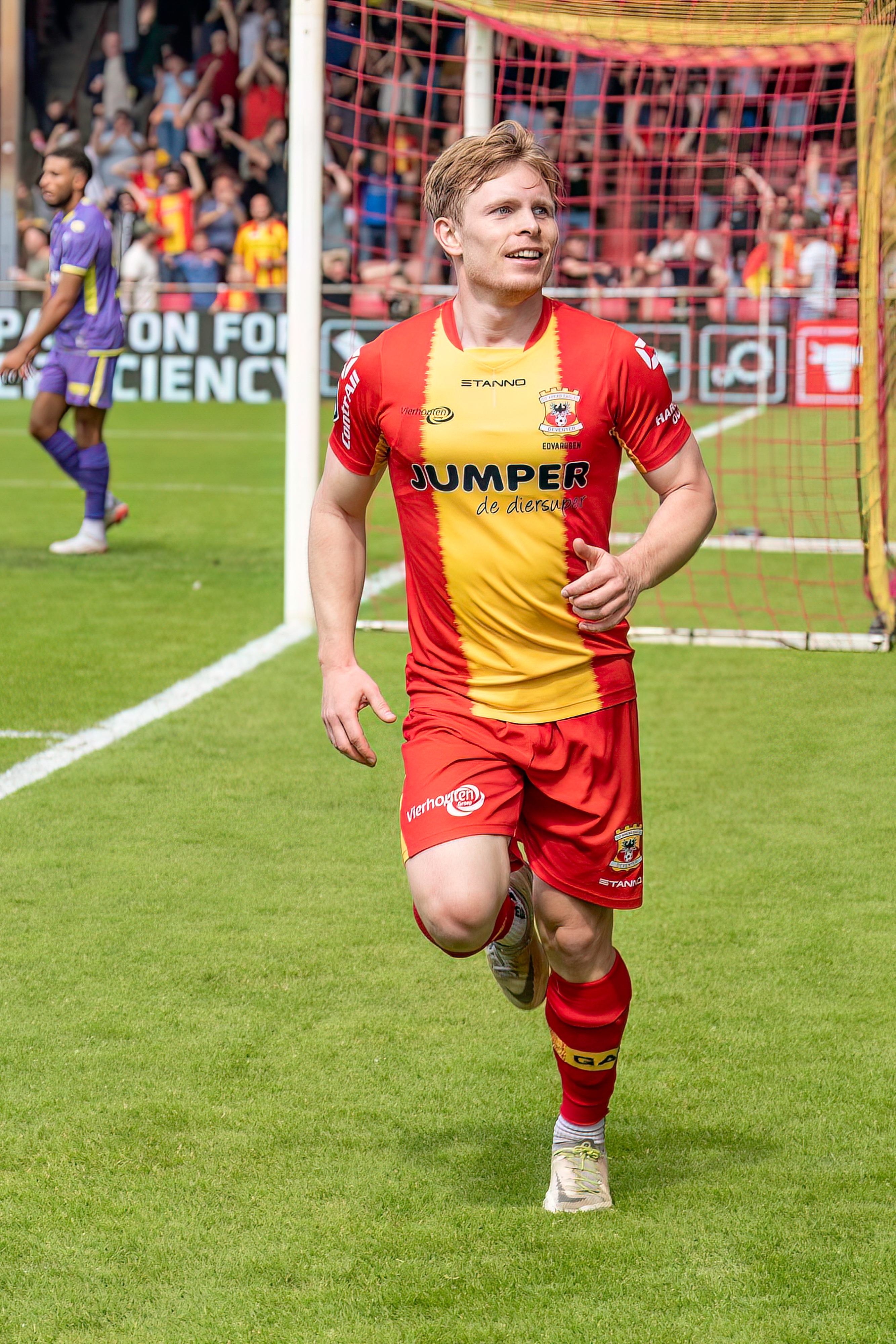
Эдвардсен в составе «Гоу Эхед Иглз»

Эдвардсен — воспитанник клубов «Дрёбак-Фрогн», «Стрёмсгодсет» и «Волеренга». В 2017 году он дебютировал за дублирующий состав последних. В 2019 году Оливер перешёл в «Гроруд» из Второго дивизиона Норвегии, где в 17 матчах забил 10 мячей. Летом того же года Эдвардсен подписал контракт со «Стабеком». 23 сентября в матче против «Мольде» он дебютировал в Типпелиге. 10 ноября в поединке против «Лиллестрёма» Оливер забил свой первый гол за «Стабек».
Летом 2022 года Эдвардсен перешёл в нидерландский «Гоу Эхед Иглз», подписав трёхлетний контракт до середины 2025 года. 7 августа в матче против АЗ он дебютировал в Эредивизи. 13 августа в поединке против ПСВ Оливер забил свой первый гол за «Гоу Эхед Иглз».
31 января 2025 года перешёл в амстердамский «Аякс», подписав контракт на 3,5 года до середины 2028 года. 9 февраля дебютировал за клуб в гостевом матче Эредивизи против «Фортуны», заменив Брайана Бробби на 59-й минуте.